# Erzbistum Asunción
Das Erzbistum Asunción (lat.: Archidioecesis Sanctissimae Assumptionis) ist ein Erzbistum der römisch-katholischen Kirche in Asunción, der Hauptstadt Paraguays.
Die aktuellen Grenzen der Erzdiözese sind deckungsgleich mit denen der Verwaltung und des Bezirkes der Hauptstadt der Republik Paraguay.

## Geschichte
Das Erzbistum wurde am 1. Juli 1547 als Bistum Paraguay, einem Suffragan des Erzbistums Lima, durch Papst Paul III. gegründet; erster Bischof war der spanische Franziskaner Juan de los Barrios OFM. Durch Papst Pius XI. wurde es am 1. Mai 1929 zum Erzbistum erhoben; erster Erzbischof war der Paraguayer Juan Sinforiano Bogarín.

## Bischöfe von Asunción

### Bischöfe
- Juan de los Barrios OFM, 1547–1552, dann Bischof von Santa Marta
- Pedro de la Torre OFM, 1554–1573
- Alfonso Guerra OP, 1579–1592, dann Bischof von Michoacán
- Baltazar de Covarrubias y Múñoz OSA, 1601–1603, dann Bischof von Nueva Caceres
- Martín Ignacio de Loyola, 1603–1606
- Reginaldo de Lizárraga OP, 1609–1609
- Lorenzo Pérez de Grado, 1615–1619, dann Bischof von Cuzco
- Tomás de la Torre Gibaja OP, 1620–1628, dann Bischof von Córdoba (Tucumán)
- Cristóbal de Aresti Martínez de Aguilar OSB, 1629–1635, dann Bischof von Buenos Aires
- Francisco de la Serna OSA, 1635–1637, dann Bischof von Popayán
- Sebastián de Pastran OdeM, 1687–1700
- José Cayetano Paravicino OFM, 1738–1747, dann Bischof von Trujillo
- Manuel Antonio de la Torre, 1756–1762, dann Bischof von Buenos Aires
- Luis Velasco OFM, 1779–1792
- Nicolás Videla del Pino, 1802–1807, dann Bischof von Salta
- Pedro García Panés OFM, 1807–1838
- Emmanuele Antonio Palacios, 1865–1879
- Pietro Giovanni Aponte, 1879–1894
- Juan Sinforiano Bogarín, 1894–1929

### Erzbischöfe
- Sinforiano Bogarín, 1929–1949
- Juan José Aníbal Mena Porta, 1949–1970
- Ismael Rolón SDB, 1970–1989
- Felipe Santiago Benítez Ávalos, 1989–2002
- Eustaquio Pastor Cuquejo Verga CSsR, 2002–2014
- Edmundo Ponziano Valenzuela Mellid SDB, 2014–2022
- Adalberto Kardinal Martínez Flores, seit 2022